# Idaea diffluata
Idaea diffluata là một loài bướm đêm trong họ Geometridae.